# Mojares
Mojares es una pedanía perteneciente al municipio de Sigüenza, en la provincia de Guadalajara, España. Tiene una población fija de 31 habitantes según el censo del INE de 2011.

## Historia
En el paraje conocido como el Molar se han encontrado restos que podrían ser del ii milenio a. C..
Hacia mediados del siglo XIX, el lugar, por entonces con ayuntamiento propio, tenía contabilizada una población de 69 habitantes. La localidad aparece descrita en el decimoprimer volumen del Diccionario geográfico-estadístico-histórico de España y sus posesiones de Ultramar de Pascual Madoz de la siguiente manera:

MOJARES:l. con ayunt. en la prov. de Guadalajara (12 1/2 leg.), part. jud. y dióc. de Sigüenza (1 1/2), aud. terr. de Madrid (22 1/2): sit. en terreno quebrado con buena ventilacion en particular por N. y S., las enfermedades mas comunes, son fiebres intermitentes, catarrales y pulmonias: tiene 12 casas, la consistorial, que sirve de cárcel; escuela de instruccion primaria frecuentada por 3 alumnos, á cargo de un maestro que percibe una mezquina dotacion; una fuente de agua salobre; una igl. parr. (San Cristóbal) aneja de la de Alcuneza. term.: confina N. La Ventosa; E. Horna; S. Guijosa, y O. Alcuneza; dentro de él se encuentra una fuente de buena agua: el terreno fertilizado por el r. Henares, es de buena calidad; comprende dos pequeños montes, uno de encina y otro de roble. caminos: los de herradura que conducen á los pueblos limítrofes y el de carruage de Sigüenza á Soria. correo: se recibe y despacha en la cab. del part., á donde los interesados acuden á recogerlo. prod.: trigo puo, mezcladizo, cebada, avena, garbanzos, guisantes, lenlejas, yeros, judias, patatas, algo de cáñamo, leñas de combustible y yerbas de pasto, con las que se mantiene ganado lanar, vacuno, mular, asnal y de cerda; abunda la caza de conejos, liebres, perdices y en su tiempo codornices; en el Henares se pescan anguilas, cangrejos y peces pequeños. ind.: la agrícola y recria de ganado y lana, é importacion de los art. de consumo que faltan. pobl.: 16 vec., 69 alm. cap. prod.: 280,625 rs. imp.: 22,450. contr.: 1,548. presupuesto municipal: 300, se cubre por reparto vecinal.
(Madoz, 1848, p. 454)